# Huub Stapel
Pour les articles homonymes, voir Stapel.
Hubertus Wijnandus Jozef Marie Stapel, né le 2 décembre 1954 à Tegelen, est un acteur néerlandais.

## Biographie
Huub Stapel fut étudiant à l'Académie de théâtre de Maastricht.

## Filmographie
- 1970 : Vertige pour un tueur, de Jean-Pierre Desagnat
- 1983 : L’Ascenseur (De lift), de Dick Maas
- 1986 : Les Gravos, de Dick Maas
- 1988 : Amsterdamned, de Dick Maas
- 1997 : Paradis express, de Thomas Jahn
- 2003 : Au-delà de la lune (Verder dan de maan), de Stijn Coninx
- 2007 : Alerte Cobra Saison 23 Episode 7 Retrouvailles Sander Kalvus
- 2008 : Alerte Cobra Saison 24 Episode 1 Justice pour ami disparu Parties 1 et 2 Sander Kalvus
- 2010 : Saint, de Dick Maas
- 2021 : Le Mauvais Camp de Cecilia Verheyden : Ralf Brink